# رسم العوابد
رسم العوابد قرية تتبع منطقة سلمية في محافظة حماة في سورية.